# Eriocaulaceae
Las eriocauláceas (nombre científico Eriocaulaceae) forman una familia de plantas monocotiledóneas herbáceas conocidas como «las Compositae de las monocotiledóneas» ya que, igual que en las arecáceas (antes llamadas Compositae), lo que parece la flor es en realidad la inflorescencia, ubicada al final de uno o muchos escapos, siendo cada «pétalo» una flor, y cada semilla una flor. La inflorescencia está rodeada por un involucro de brácteas de consistencia de papel. Las flores son pequeñitas, unisexuales o bisexuales, usualmente blancas, y muchas veces poseen pelos, poseen sépalos (2-3), pétalos (2-3), estambres (2-6) y carpelos (2-3), y los estambres y carpelos están claramente expuestos, lo que sugiere que son polinizadas por viento, aunque los nectarios presentes en Eriocaulon sugieren que la polinización por insectos también ocurre, aunque los visitantes parecen ser infrecuentes. Las hojas son basales arrosetadas. Están presentes en regiones tropicales y subtropicales, con unas pocas extendiéndose en hábitats templados, usualmente húmedos. La familia fue reconocida por sistemas de clasificación modernos como el sistema de clasificación APG III (2009) y el APWeb (2001 en adelante) y posee 700 a 1.400 especies dentro de 10 géneros. 

## Descripción
El hábito puede ser de hierbas perennes o anuales, usualmente monoicas (raramente dioicas), con tallos cortos, como cormos, o rizomas, tallos con haces vasculares en 1 o 2 anillos. Tallos basales muchas veces cespitosos. Pelos simples y con una sola capa de células, o con forma de T. 
Las hojas tienen disposición alterna y generalmente espiralada (raramente dística), a veces en rosetas basales o en grupos a lo largo de los tallos ramificados, simples, delgadas y parecidas a las del pasto (planas o circulares en el corte transversal, acanaladas en algunas), de margen entero, con venación paralela, envainadoras en la base, sin estípulas.

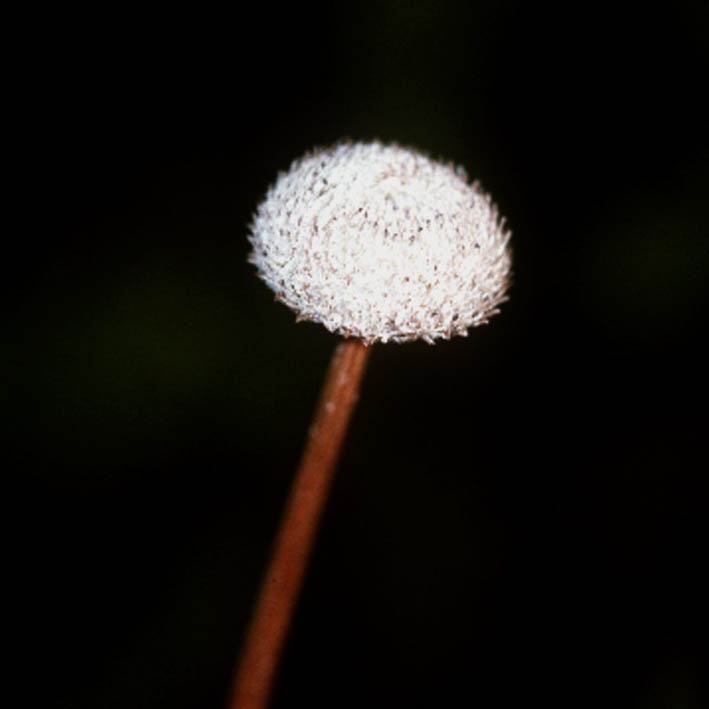
Inflorescencia de Eriocaulon decangulare.

Inflorescencias indeterminadas, formando una cabeza sostenida por un involucro de brácteas (filarios) con consistencia de papel, terminales, sobre un largo escapo, escapos 1 a muchos, en la parte basal encerrados por una bráctea envainadora. El receptáculo compuesto muchas veces con tricomas o brácteas paleáceas o sin brácteas. En especies monoicas las flores masculinas y femeninas mezcladas o las femeninas marginales.
Las flores son unisexuales con plantas normalmente monoicas. Radiales a bilaterales, pequeñas, individualmente inconspicuas, con el perianto diferenciado en un cáliz y una corola, y muchas veces con un flequillo de pelos, usualmente en la axila de una brácea papirosa. Blanquecinas, sésiles o sobre un corto pedicelo, portando por debajo brácteas paleáceas o sin brácteas.
Los sépalos son 2 o 3, separados o connados basalmente en un tubo, usualmente valvados. 
Los pétalos son 2 o 3 (raramente ausentes), separados (en flores carpeladas) o connados basalmente en un tubo (en flores estaminadas), a veces con glándulas productoras de néctar cerca del ápice, a veces reducidos (en flores carpeladas), usualmente valvados. 
Los estambres 1 a 6 (2 o 4 en flores dímeras, 3, 6 o 1 en flores trímeras), muchas veces no son todos iguales, los filamentos pueden estar separados o connados, siempre adnatos a los pétalos, a veces creciendo sobre un pie formado por los pétalos fusionados y los filamentos (andróforo). Las anteras con 1 o 2 lóculos, de dehiscencia longitudinal e introrsa, bi o tetraesporangiadas.
Los granos de polen esferoidales, espiraperturado-espinulosos (con un surco de germinación elongado y espiral), o en algunos taxones, convolutos. 
Los carpelos 2 o 3, connados, el ovario súpero, usualmente crece sobre un pie, 2 o 3 lóculos, estilo solitario, a veces apéndices parecidos a estilos también presentes, los estigmas 2 o 3, pequeños y secos, la placentación axilar según Judd et al. 2007, apical y ventral-péndula según Simpson 2005. Los óvulos 1 por lóculo (y por carpelo), ortótropos, con un megaesporangio delgado, bitégmicos. 
El fruto es una cápsula loculicida.
La semilla elipsoide, endospermada, con almidón, con testa más o menos estriada longitudinalmente, o reticulada, o "pilosa".
Ver Stützel (1998) para una descripción detallada de la familia.

## Ecología

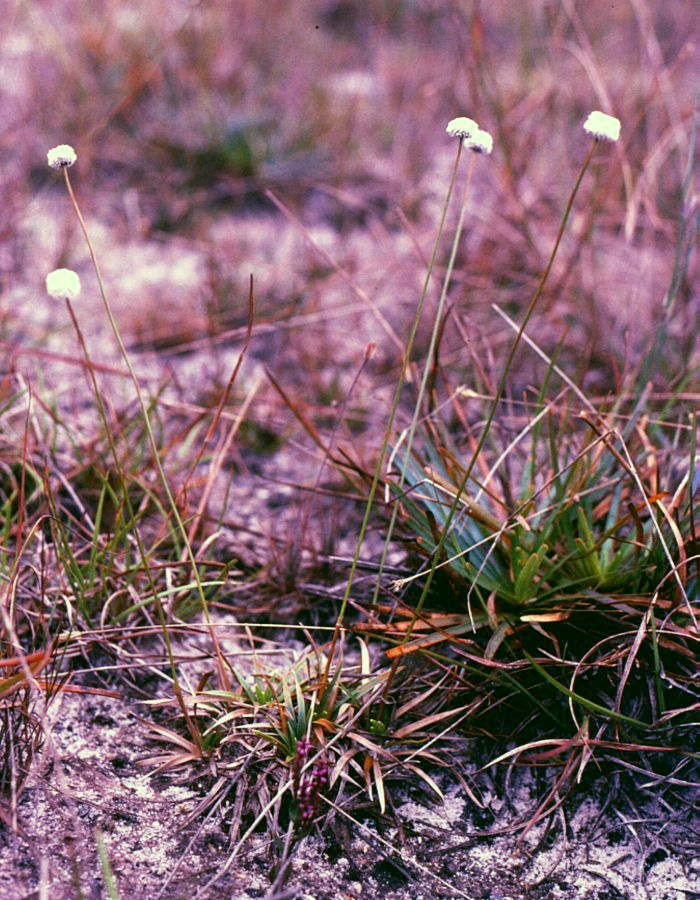
Eriocaulon ubonense, Camboya, Popokvil.

Ampliamente distribuidas en regiones tropicales y subtropicales, con unos pocos clados extendiéndose en hábitats templados, usualmente húmedos. Especialmente representadas en las Guyanas y el norte de Brasil, con muy pocas especies en Estados Unidos, que posee solo 16 especies entre California y Florida, solo dos especies en Canadá, y una sola especie (Eriocaulon aquaticum) en Europa. 
Las flores de Eriocaulaceae, que tienen anteras y estilos claramente expuestos, pueden ser polinizadas por viento, si bien los nectarios en las flores de Eriocaulon sugieren que la polinización por insectos también ocurre. Los visitantes de las flores parecen ser infrecuentes, y la autofecundación parece ser común. 
Las semillas son presumiblemente dispersadas por viento o por agua.

## Filogenia
Eriocaulaceae son muy distintivas, claramente monofiléticas, y fácilmente reconocibles por sus cabezas involucradas de flores diminutas. Muchas veces son referidas como "las Compositae de las monocotiledóneas". 
Típicamente son reconocidas dos subfamilias: Eriocauloideae (que contiene por ejemplo a Eriocaulon), que tiene el doble de estambres que de pétalos y una glándula nectarífera apical en los pétalos, y Paepalanthoideae (que contiene por ejemplo a Paepalanthus, Leiothrix, Syngonanthus, y Lachnocaulon), que tiene tantos estambres como pétalos y no tiene glándulas nectaríferas. Las dos subfamilias pueden ser monofiléticas (Unwin 2004). 
Paepalanthus puede representar un complejo parafilético del cual evolucionaron los demás géneros (Giulietti et al. 2000).

## Taxonomía
La familia fue reconocida por el APG III (2009), el Linear APG III (2009) le asignó el número de familia 95. La familia ya había sido reconocida por el APG II (2003).
9 géneros, 1175 especies. Los géneros más representados son Paepalanthus (500 especies), Eriocaulon (400 especies), Syngonanthus (200 especies), y Leiothrix (65 especies).
La lista de géneros, según el APWeb (visitado en enero del 2009):
- Blastocaulon Ruhland
- Carptotepala Moldenke =  Syngonanthus Ruhland
- Comanthera L.B.Sm. =  Syngonanthus Ruhland
- Eriocaulon L.
- Lachnocaulon Kunth
- Leiothrix Ruhland
- Mesanthemum Korn.
- Moldenkeanthus Morat =  Paepalanthus Kunth
- Paepalanthus Kunth
- Philodice Mart.
- Rondonanthus Herzog =  Paepalanthus Kunth
- Syngonanthus Ruhland
- Tonina Aubl.
- Wurdackia Moldenke =  Paepalanthus Kunth

## Importancia económica
Las inflorescencias secas de Syngonanthus y Eriocaulon son usadas en arreglos florales.